# アゼルバイジャン海軍
アゼルバイジャン海軍（英: Azerbaijani Navy、アゼルバイジャン語: Azərbaycan Hərbi Dəniz Qüvvələri）は、アゼルバイジャン共和国軍の海軍組織である。

## 歴史
1992年7月、旧ソ連海軍のカスピ小艦隊のロシア海軍との分割により創設された。

## 組織
2011年現在総員2,200名。
- 水上艦艇旅団
- 警備艦大隊
- 揚陸艦大隊
- 掃海艇大隊
- 捜索・救助勤務大隊
- 教育艦大隊
- 水域警備大隊
- 海軍歩兵大隊
- 偵察・破壊工作センター：海軍スペツナズ

## 主要基地・施設
ほぼ全ての艦艇は、バクーを母港とする。

## 装備

### 艦艇
2011年6月現在。『Jane's Fighting Ships 2011-2012』より。
過去に就役した艦艇については「アゼルバイジャン海軍艦艇一覧」を参照。
フリゲート
- ペチャ2型×1隻

（G121 Qusar）
哨戒艇
- Truk級×1隻

アラス（P223 Araz）
- ペトルーシュカ型×4隻

P213-216
- Luga型×1隻

T710
- Bryza型×1隻

P218
- ポルチャット型×1隻

P219
- シェロン型×1隻

P212
揚陸艦
- ポルノクヌイA型×1隻

D431
- ポルノクヌイB型×2隻

D432-433
揚陸艇
- T-4型×2隻

D437 他1隻
- ヴィドラ型×1隻

D436
掃海艇
- エフゲーニャ型×2隻

M327-328
沿岸掃海艇
- ソーニャ型×2隻

M325-326
曳船
- Vikhr型×1隻

S703
情報収集艦
- 10470型×1隻

A671

### 沿岸警備隊
2011年6月現在。『Jane's Fighting Ships 2011-2012』より。
警備艇
- ステンカ型×3隻

S005-007
- BALTIC 150型×2隻
- 48フィート型×2隻

S11-12
- オーサ2型×1隻

S008
- 米『ポイント』級×1隻

S14
- ズーク型×1隻

P222
その他、戦時には、カスピ海最大の商業船団（1,000t以上50隻）を徴用することができる。